# GNATS
GNATS — свободная система отслеживания ошибок, созданная в рамках Проекта GNU. Распространяется по лицензии GPL.
GNU GNATS включает в себя набор инструментов для отслеживания программных ошибок (багов), о которых сообщают пользователи на центральном сайте. Она решает проблему управления сообщениями и взаимодействия с пользователями различными способами. GNATS хранит всю информацию о сообщённой проблеме в её базах данных и предоставляет инструменты для запросов, редактирования и сопровождения баз данных.
Для проекта создан веб-интерфейс под названием Gnatsweb.

## Особенности
Благодаря своей архитектуре GNATS не привязан к какому-либо одному интерфейсу пользователя — ею можно пользоваться через командную строку, электронную почту, Emacs или сетевого демона, обычно используемого с веб-интерфейсом. Вместе с тем фактом, что все базы данных и конфигурационные файлы GNATS могут храниться в простом текстовом файле, это облегчает использование и предоставляет хорошую гибкость.

## Официально поддерживаемые интерфейсы
Имеется четыре официально поддерживаемых интерфейса GNATS:
GnatswebВеб-интерфейс для запроса и создания сообщений об ошибках, GNATS работает в качестве фонового процесса
Emacs-режим GNATSРасширение ("major mode") для GNU Emacs и XEmacs, позволяющее получить непосредственный доступ к системам GNAT
send-pr / edit-pr / query-prТрадиционные утилиты командной строки
TkGnatsКроссплатформенное приложение, написанное на языке Tcl/Tk